# 張保続
張 保続（張保續、ちょう ほぞく、899年 - 962年）は、五代後梁から北宋にかけての外交官。字は嗣光。本貫は京兆郡万年県。

## 経歴
唐の左武衛上将軍の張洪の子として生まれた。父の蔭官により太廟斎郎に任じられた。後梁の貞明年間、臨済県尉となり、四方館通事舎人に選ばれた。後唐の天成元年（926年）、瓜州官告国信副使となった。天成3年（928年）、右賛善大夫に転じた。
後晋の天福年間には太府少卿・光禄少卿を歴任し、通事舎人を兼ねた。開運2年（945年）、後晋が契丹の侵攻を受けると、保続は軍中を往来して機密の伝達にあたった。陽城で契丹軍を撃破して凱旋すると、保続は本官のまま西上閤門副使となった。開運3年（946年）、荊南に対する使者として立ち、帰国すると東上閤門副使に転じた。契丹が開封を占領すると、保続は北に連行されて范陽に抑留されたが、1年あまりして逃げ帰った。
後漢の乾祐元年（948年）、隴州防禦使として出向した。後周の広順元年（951年）、召還されて東上閤門副使となった。慕容彦超の乱の鎮圧に従軍した。引進副使・知閤門事に累進した。顕徳元年（954年）、西上閤門使に任じられた。顕徳2年（955年）、東上閤門使に進んだ。世宗の南唐への遠征に従軍して、顕徳4年（957年）に劉仁贍とともに寿州の投降を受け入れ、功績により判四方館事となり、まもなく客省使に転じた。顕徳6年（959年）、瓦橋関の戦いに参加し、呉越への使者に立った。
宋の建隆元年（960年）、衛尉卿に転じ、判四方館・客省・閤門事をつとめた。李筠の乱の鎮圧に従軍したが、足の病のために河内に留まり、後に開封に帰った。建隆3年（962年）、死去した。享年は64。
保続は閤門に所属すること前後40年にわたり、6朝に歴仕してたびたび使者に立ち、過ちがなかったと『宋史』は評価している。

## 伝記資料
- 『宋史』巻274 列伝第33